# Alec Issigonis
Alec Issigonis, originalmente Alexander Arnold Constantine Issigonis (18 de noviembre de 1906 en Esmirna, Turquía—2 de octubre de 1988 en Longbridge) fue un ingeniero anglogriego. Trabajó como desarrollador de los automóviles Morris Minor (1948-1971) y Austin Mini (1959-2000).

## Biografía
El padre de Issigonis fue Konstantin Issigonis, de Grecia, y su madre la bávara Hulda Prokopp. Tras su expulsión de los griegos de Smyrna en septiembre de 1922 su familia viajó en un barco británico a Inglaterra. El padre de Issigonis no sobrevivió al viaje y murió poco después de zarpar.
Issigonis mostró pronto sus grandes aptitudes técnicas, y emprendió sus estudios sobre automoción. Tras estudiar tres años en la Battersea Polytechnic School de Londres, estudios que no terminó, trabajó en diferentes oficinas dedicadas a la construcción de automóviles y tomó parte en la fabricación de Morris Motor Company.
En Morris (más tarde en la Austin Motor Company) Issigonis (tras un periodo en el que trabajó en Alvis Cars) logró su mayor éxito con el desarrollo del Morris Minor y el legendario Mini Moke.

## Carrera

### Inicio
Issigonis entró en la industria del motor como ingeniero y diseñador que trabajó para Humber y compitió con éxito en el automovilismo durante los años 1930 y 1940. Comenzando alrededor de 1930, compitió con un motor sobrealimentado de "Ulster" Austin Seven, después lo ajustó con un eje delantero de su propio diseño, lo que lleva a un empleo en Austin. Esta máquina enormemente modificada fue reemplazada con un especial radical terminado en 1939, construida de madera contrachapada laminada en chapa de aluminio. La suspensión era también de diseño avanzado, con suspensión delantera unida a un travesaño de acero, y el swing del eje trasero, todos con muelles de goma hechos de catapulta elástica. Este coche era muy ligero, pesando 587 kilogramos, de las cuales el motor son 252. En el momento, el chasis se había completado (trabajo duro - todo se hacía a mano, no hay herramientas eléctricas), Issigonis se habían trasladado a Morris Motor Company, pero Austin suministra un sobrealimentado motor de válvulas laterales. Issigonis solía ganar, incluso cuando entró en la clase 1100cc (Cilindrada) si no había categoría de 750cc. La mayoría de los eventos celebrados eran sprints, pero también compitieron en circuitos.

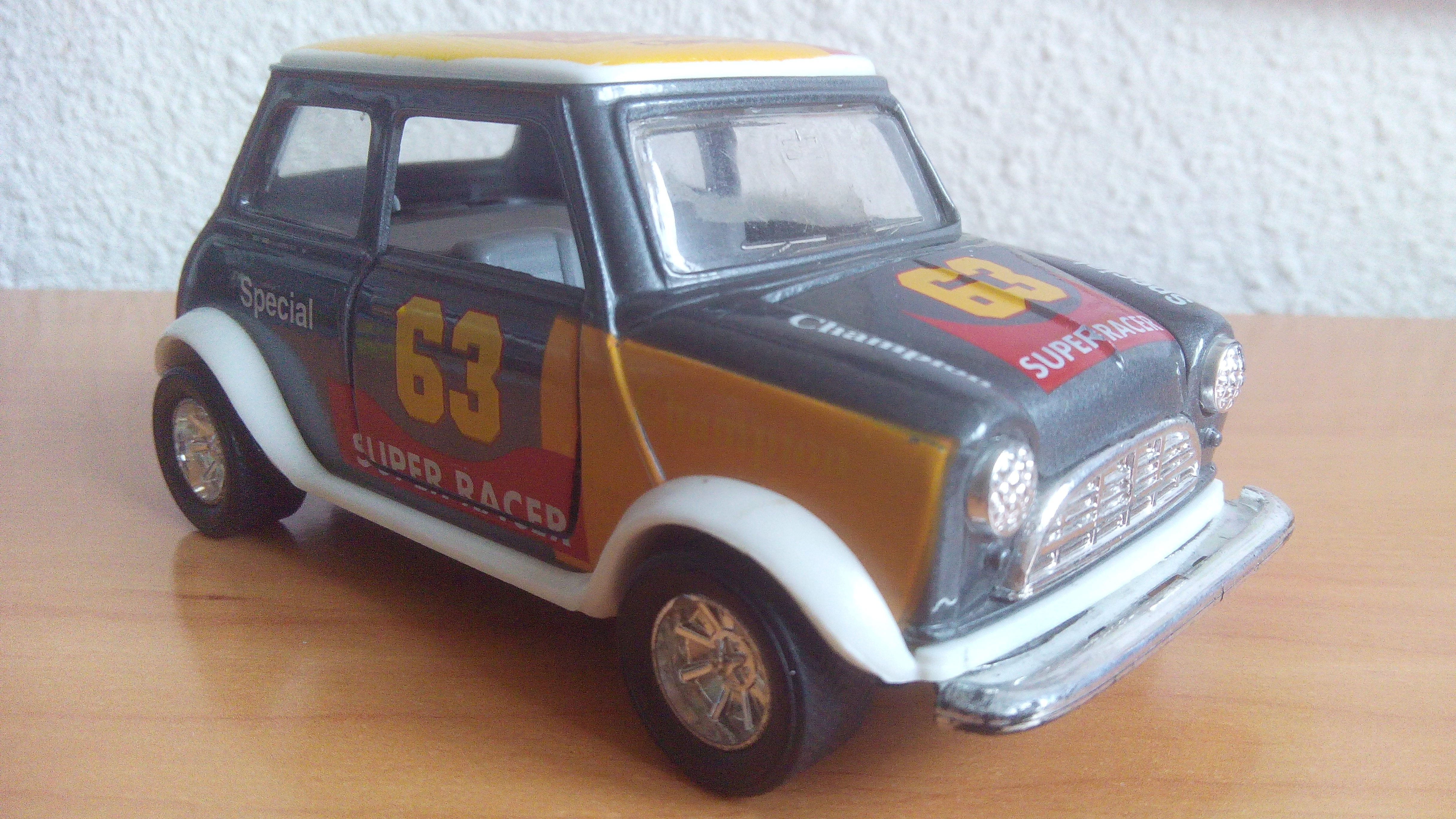
El Mini es un icono británico

### 1936 / 1955
En 1936, se trasladó a Morris Motors Limited en Cowley trabajando en un sistema de suspensión delantera independiente para el Morris 10. La guerra impidió que este diseño entrara en producción, pero posteriormente fue utilizado más tarde en la MG Y-type. Trabajó en varios proyectos de Morris durante la guerra y al finalizar esta comenzó a trabajar en un coche avanzado posguerra cuyo nombre en código fue Mosquitos que se convirtió en el Morris Minor, que se produjo desde 1948 hasta 1971. En 1952, al igual que BMC se formó por la fusión de Morris y Austin, se trasladó a Alvis Cars donde diseñó una berlina avanzada con la ingeniería Motor V8, y experimentó con sistemas de suspensión independientes interconectados. Este prototipo nunca fue fabricado debido a que su coste fue mayor que los recursos Alvis '.

### 1955 / 1956
A finales de 1955, Issigonis fue reclutado de nuevo en BMC - esta vez en la planta de Austin en Longbridge - por su presidente Sir Leonard Lord, para diseñar un nuevo modelo de familiar de tres coches. Los nombres en clave XC (coche experimental) asignados para los nuevos coches eran XC / 9001 - para un coche grande y confortable, XC / 9002 - para un coche familiar de tamaño medio, y XC / 9003 - para un coche pequeño de la ciudad. Durante 1956 Issigonis se concentró en los dos coches más grandes, produciendo varios prototipos para pruebas.

### 1956 / 1961
Sin embargo, a finales de 1956, tras el racionamiento de combustible provocada por la crisis de Suez, Issigonis fue ordenado por el Señor para llevar el coche más pequeño, XC / 9003, para la producción lo más rápido posible. A principios de 1957, los prototipos estaban corriendo, y para mediados de 1957, el proyecto se le dio un número oficial de proyecto de oficinas de dibujo (Austin Drawing Office ADO15) para que los miles de dibujos necesarios para la producción podrían ser producidos. En agosto de 1959 el coche se puso en marcha como el Mini Morris Minor y el Austin Seven, que pronto se hizo conocido como el Austin Mini. En años posteriores, el coche sería conocido simplemente como el Mini. Debido a las presiones de tiempo, el sistema de suspensión interconectada que Issigonis había planeado para el coche fue sustituido por un sistema igualmente novel, pero más tosco, cono de goma diseñado por Alex Moulton. El Mini se convirtió en el coche más vendido de la historia británica, con una producción de 5,3 millones de coches. Este diseño innovador, con su tracción delantera, motor transversal, caja de cambios de sumidero, llantas de 10 pulgadas, y la eficiencia del espacio fenomenal, seguía siendo fabricado en 2000 y ha sido la inspiración para casi todos los pequeños coches de tracción delantera producidas desde a principios de 1960.

### 1961 / 1967
En 1961, con el Mini ganando popularidad, Issigonis fue ascendido a director técnico de BMC. Él continuó siendo responsable de sus proyectos XC originales. XC / 9002 se convirtió en ADO16 y se puso en marcha como el Morris 1100 con el sistema de suspensión interconectada Hydrolastic en agosto de 1962. XC / 9001 se convirtió en ADO17 y se puso en marcha, también con el sistema de suspensión Hydrolastic, como el Austin en octubre de 1800 1964. El mismo principio era prorrogados para su próximo coche de producción del Austin Maxi, pero para entonces ya se había vuelto más conscientes de las consideraciones de costo de la fabricación de vehículos y en los costos de garantía de servicio que fueron paralizando BMC. Sin duda, apareció por la era del desarrollo Maxi que Issigonis quería "hacer lo suyo", como la reducción de costes y los costes de desarrollo en espiral. Él en lugar de investigación a trabajar en su reemplazo el Mini 9X con su motor transversal compacto. Con la creación de British Leyland en 1969, nuevo presidente Señor Stokes marginó a Issigonis y lo convirtió en lo que se denominó "El director Desarrollos Especiales", reemplazándolo por Harry Webster como el nuevo Director Técnico (Small / Medium coches).

### 1967 / 1970

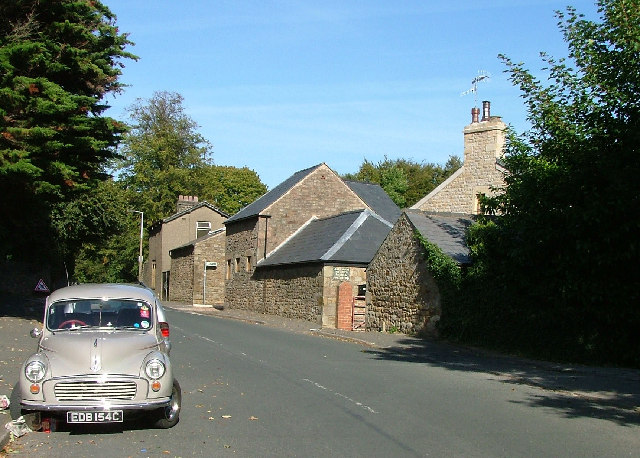
Morris Minor

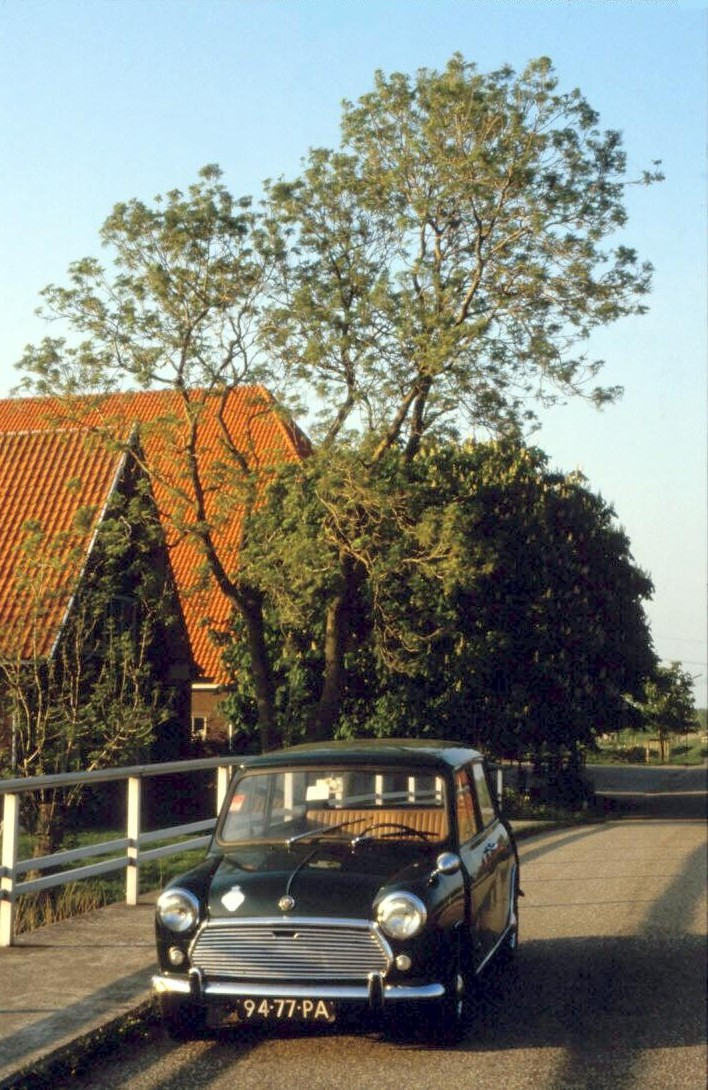
1969 Austin Mini Seven

Issigonis (apodado "El dios griego" por sus contemporáneos) fue elegido miembro de la Royal Society en 1967 y fue galardonado con el título de caballero en 1969. Mientras que él es el más famoso por su creación del Mini (automóvil), él estaba más orgulloso de su participación en el diseño del Morris Minor. Se consideraba que era un vehículo que combina muchos de los lujos y comodidades de un buen automóvil con un precio adecuado para las clases trabajadoras - en contraste con el que fue un modo espartano de transporte con todo cortado hasta el hueso. Curiosamente Issigonis a menudo comentaba a sus amigos y colegas que el Austin 1800 (ADO17) fue el diseño del que estaba más orgulloso, a pesar de que nunca fue tan comercialmente exitoso como sus tres diseños anteriores.

### Retirada
Sir Alec se retiró oficialmente de la industria del motor en 1971, aunque continuó trabajando hasta poco antes de su muerte.

## Algunos de sus coches
Véase también: 
- 1948 Morris Minor
- 1959 BMC ADO15
- 1962 BMC ADO16
- 1964 BMC ADO17
- 1969 Austin Maxi

## Defunción y conmemoraciones
Murió en 1988 en su casa en Edgbaston, Birmingham, y fue incinerado en el Lodge Cerro Crematorio en alrededores Selly Oak.
El 15 de octubre de 2006, se celebró un mitin en el Heritage Motor Centre en Gaydon, Inglaterra, para celebrar el centenario del nacimiento de Sir Alec.
Hay un camino llamado "Alec Issigonis Way" en Oxford Business Park en el antiguo emplazamiento de la fábrica Morris Motors en Cowley, Oxford.